# پایگاه هوایی موکاچفو
پایگاه هوایی موکاچفو (به انگلیسی: Mukachevo (air base)) یک فرودگاه نظامی است که یک باند فرود بتن دارد و طول باند آن ۲۵۰۰ متر است. این فرودگاه در شهر موکاچفو کشور اوکراین قرار دارد و در ارتفاع ۱۱۹ متری از سطح دریا واقع شده‌است.